# Middle Chuangxin Road
Middle Chuangxin Road (创新中路, Chuàngxīn Zhōng Lù) is een station van de metro van Shanghai. Het station bedient Middle Chuangxin Road in de plaats Tang waarnaar het station ook genoemd is. In Tang wonen 387.000 personen op een oppervlakte van 32,16 km². De eerste naam van het station is Tangzhen East.
Het metrostation, onderdeel van lijn 2, werd geopend op 8 april 2010 samen met de afwerking van het meest oostelijk deel van het traject, tot in de Shanghai Pudong International Airport. Het station heeft twee sporen en twee zijperrons.
East Xujing · Station Shanghai Hongqiao · Hongqiao Airport Terminal 2 · Songhong Road · Beixinjing · Weining Road · Loushanguan Road · Zhongshan Park · Jiangsu Road · Jing'an Temple · West Nanjing Road · People's Square · East Nanjing Road · Lujiazui · Dongchang Road · Century Avenue · Shanghai Science & Technology Museum · Century Park · Longyang Road · Zhangjiang Hi-Tech Park · Jinke Road · Guanglan Road · Tangzhen · Middle Chuangxin Road · East Huaxia Road · Chuansha · Lingkong Road · Yuandong Avenue · Haitiansan Road · Pudong International Airport

Lijnen van de metro van Shanghai: 1 · 2 · 3 · 4 · 5 · 6 · 7 · 8 · 9 · 10 · 11 · 12 · 13 · 14 · 15 · 16 · 17 · 18 · Pujiang Line